# Talara minynthadia
Talara minynthadia är en fjärilsart som beskrevs av Dyar 1914. Talara minynthadia ingår i släktet Talara och familjen björnspinnare. Inga underarter finns listade i Catalogue of Life.